# 周弘正
周 弘正（しゅう こうせい、建武3年（496年）- 太建元年6月3日（574年7月7日））は、南朝梁から陳にかけての学者・官僚。字は思行。本貫は汝南郡安成県。

## 経歴
東晋の尚書左僕射の周顗の九世の孫にあたる。祖父の周顒は斉の中書侍郎・領著作をつとめ、父の周宝始は梁の司徒祭酒となった。弘正は幼くして父を失い、弟の周弘譲や周弘直とともに伯父の周捨に養育された。10歳で『老子』や『周易』に通じ、周捨は「後世に名を知られ、わたしを超える人物となるだろう」と評した。裴子野が弘正の人物を見込んで、娘をとつがせたいと申し出た。弘正は15歳で国子生となり、国学で『周易』を講義して、学生たちにその解釈を教えた。春に入学して、冬には試験を受けようとしたが、学司は入学して日が浅いとして許可しなかった。博士の到洽は「周郎は年は弱冠にもならないが、自ら一経を講義して、学生たちもかれを師表と仰いでいる。策試を待つまでもない」といった。
弘正は梁の太学博士を初任とした。晋安王蕭綱が丹陽尹となると、弘正は召し出されて主簿となった。鄴県県令として出向したが、母が死去したため職を去って喪に服した。喪が明けると、曲阿県令や安吉県令を歴任した。普通年間、初めて司文義郎が置かれ、寿光省に宿直することとされると、弘正は司義侍郎となった。中大通3年（531年）、昭明太子蕭統が薨去すると、その子の華容公蕭歓が皇太孫に立てられず、弟の晋安王蕭綱が皇太子に立てられた。弘正は蕭綱に太子位を辞退するよう勧めた。弘正は国子博士となり、城西に士林館が立てられると、弘正の講義を聴講する者は朝野に多かった。弘正は南朝梁の武帝に『周易』の疑義50条を述べ、さらに乾坤2繋について講釈した。
弘正は博識で天象を知り、占術を得意とした。大同末年、弟の周弘譲に「国家は厄運にあり、数年のうちに兵乱が起こるだろう。わたしとおまえがどこか逃げるところを知らないか」といった。太清元年（547年）、武帝が侯景の降伏を受け入れると、弘正は周弘譲に「乱のきざはしがこれだ」といった。太清3年（549年）、侯景の乱により建康が陥落すると、江陵にいた湘東王蕭繹は弘正の弟の衡陽郡内史周弘直を通じて、弘正の安否を問わせた。王僧弁が侯景を討つべく軍を東進させると、弘正と周弘譲は自ら脱出して面会した。王僧弁はその日のうちにこのことを蕭繹に報告した。蕭繹は手ずから信書を書いて弘正兄弟を迎えさせ、晋が呉を平定して陸機・陸雲の兄弟を迎えた故事にたとえた。弘正が江陵に到着すると、蕭繹の礼遇優待は比類ないものであった。弘正は黄門侍郎に任じられ、中省に宿直近侍した。まもなく左民尚書に転じ、ほどなく散騎常侍の位を加えられた。
蕭繹はかつて『金楼子』を著すと、その一節に「余は諸僧では招提琰法師を重んじ、隠士では華陽の陶貞白を重んじ、士大夫では汝南の周弘正を重んじた」と書いた。太清6年（552年）、侯景の乱が平定されると、王僧弁が建康の書籍を送ってきたため、弘正は蕭繹の命を受けてその校定にあたった。
元帝（蕭繹）が江陵で即位すると、建康に遷都する議論が起こった。元帝の朝士たちの家は荊州にあったため、みな遷都を望まず、ただ弘正と僕射の王裒だけが元帝に東遷を勧めた。荊州の人士たちは「王裒と弘正が東の人間だからといって、東下を望むのは良計ではない」といった。弘正は「もし東人が東を勧めるのが良計ではないというのなら、君ら西人が西を欲するのは良策なのかね」と反論した。元帝は大笑いしたものの、建康に遷都することはなかった。
承聖3年（554年）、江陵が陥落すると、弘正は包囲を脱出して、建康に到着した。敬帝により弘正は王僧弁の下で大司馬長史とされ、揚州の事務を代行した。太平元年（556年）、侍中に任じられ、国子祭酒を兼ね、太常卿・都官尚書に転じた。
永定元年（557年）、陳が建国されると、弘正は太子詹事に任じられた。天嘉元年（560年）、侍中・国子祭酒に転じ、始興王陳頊を迎えるため長安に赴いた。天嘉3年（562年）、北周から帰国した。金紫光禄大夫の位を受け、金章紫綬を加えられ、慈訓太僕を兼ねた。天康元年（566年）、廃帝が即位すると、都官尚書を兼ね、総知五礼事をつとめた。そのまま太傅長史に任じられ、明威将軍の号を加えられた。
太建元年（569年）、宣帝（陳頊）が即位すると、弘正は特進に転じ、国子祭酒・豫州大中正を兼ねた。太建5年（573年）、国子祭酒・豫州大中正のまま尚書右僕射に任じられた。ほどなく弘正は皇太子陳叔宝に『論語』や『孝経』を講義した。陳叔宝も弘正を師として敬愛し、礼を尽くした。
太建6年6月壬辰（574年7月7日）、弘正は在官のまま死去した。享年は79。諡は簡子といった。著書に『周易講疏』16巻・『論語疏』11巻・『荘子疏』8巻・『老子疏』5巻・『孝経疏』2巻・『文集』20巻があり、当時に通行した。
弘正の子の周墳は、官に入って吏部郎となった。また弘正の娘は徐陵の子の徐倹にとついだ。

## 伝記資料
- 『陳書』巻24 列伝第18
- 『南史』巻34 列伝第24